# András Szente
András Szente (n. 10 decembrie 1939, Budapesta, Regatul Ungariei – d. 14 septembrie 2012, Florida, SUA) a fost un caiacist ce a reprezentat Ungaria, medaliat olimpic. A participat la 2 ediții ale Jocurilor Olimpice (1960, 1964) în care a câștigat două medalii de argint.